# رودولفو فيليكس فالديز
رودولفو فيليكس فالديز (بالإسبانية: Rodolfo Félix Valdés)‏ هو مهندس مكسيكي، ولد في 1925 في Nacozari de García ‏ في المكسيك، وتوفي في 21 مايو 2012 في مدينة مكسيكو في المكسيك.